# Алексич, Майя
Майя Алексич (серб. Маја Алексић, род. 6 июня 1997, Ужице, Сербия, СРЮ) — сербская волейболистка, центральная блокирующая. Двукратная чемпионка мира (2018, 2022), чемпионка Европы 2019.

## Биография
Волейболом Майя Алексич начала заниматься в родном городе Ужице, в юниорской команде «Единство». В 2013 году дебютировала в суперлиге чемпионата Сербии выступлением за команду «Партизан-Визура» (с 2014 — «Визура»), за которую играла на протяжении 5 сезонов, неизменно становясь чемпионкой страны. Кроме этого, со своей командой дважды выигрывала Кубок и четырежды — Суперкубок Сербии.
В 2018 Алексич заключила контракт с румынской командой «Альба-Блаж», с которой в свой дебютный сезон выиграла «золото» чемпионата и Кубка Румынии, а также «серебро» Кубка Европейской конфедерации волейбола. После 2021 играла за команды из Франции и Италии, а в 2025 перешла в турецкий «Зерен Спор».
В 2013—2015 Алексич выступала за юниорскую и молодёжную сборные Сербии, став в 2014 победительницей молодёжного чемпионата Европы.
В 2018 году волейболистка дебютировала в национальной сборной Сербии в розыгрыше Лиги наций. В том же году Алексич стала чемпионкой мира, приняв участие в двух матчах своей сборной на турнире. Чемпионат мира 2022 принёс волейболистке второе «золото» мировых первенств.

### Клубная карьера
- 2013—2018 —  «Партизан-Визура»/«Визура» (Белград/Рума);
- 2018—2021 —  «Альба-Блаж» (Блаж);
- 2021—2022 —  «Волеро Ле-Канне» (Ле-Канне);
- 2022—2024 —  «Валлефолья»;
- 2024—2025 —  «Игор Горгондзола» (Новара).
- с 2025 —  «Зерен Спор» (Анкара).

## Достижения

### Со сборными Сербии
- бронзовый призёр Олимпийских игр 2020.
- двукратная чемпионка мира — 2018, 2022.
- бронзовый призёр Лиги наций 2022.
- чемпионка Европы 2019;
  - серебряный призёр чемпионата Европы 2023.
- чемпионка Европы среди молодёжных команд 2014.

### С клубами
- 5-кратная чемпионка Сербии — 2014—2018.
- двукратный победитель розыгрышей Кубка Сербии — 2015, 2016;
  - серебряный призёр Кубка Сербии 2014.
- 4-кратный победитель розыгрышей Суперкубка Сербии — 2013—2015, 2017.
- двукратная чемпионка Румынии — 2019, 2020;
  - серебряный призёр чемпионата Румынии 2021.
- двукратный победитель розыгрышей Кубка Румынии — 2019, 2021.
- чемпионка Франции 2022.

- победитель розыгрыша Кубка ЕКВ 2025;
  - серебряный призёр Кубка ЕКВ 2019.
- серебряный призёр Кубка вызова ЕКВ 2021.

### Индивидуальные
- 2013: лучшая на подаче чемпионата Европы среди девушек.
- 2015: лучшая блокирующая молодёжного чемпионата мира.
- 2020: лучшая центральная блокирующая чемпионата Румынии.